# Стайн, Джилл
Джилл Эллен Стейн (англ. Jill Ellen Stein; род. 14 мая 1950,	Чикаго, Иллинойс, США) — американский врач, специализирующаяся на внутренних болезнях, и кандидат от Партии зелёных на пост президента Соединённых Штатов на выборах 2012, 2016 и 2024 годов.

## Биография
Стайн была кандидатом на пост губернатора Массачусетса на губернаторских выборах 2002 и 2010 годов. Проживает в Лексингтоне, штат Массачусетс. Она является выпускницей двух факультетов престижного Гарвардского университета: Гарвардского колледжа (1973) и Гарвардской медицинской школы (1979).
Джилл Стайн получила поддержку на президентских выборах 2012 года со стороны таких людей, как лингвист, писатель и левый активист Ноам Хомский; лауреат Пулитцеровской премии, журналист и военный корреспондент Крис Хеджес; основатель движения свободного ПО Ричард Мэттью Столлман; экономист-марксист Ричард Вольф; экологическая активистка Джулия Хилл; панк-музыкант и активист Джелло Биафра, а на выборах 2016 её поддержал актёр Вигго Мортенсен. На президентских выборах США 2012 года и 2016 года заняла четвёртое место, набрав 468 907 (0,4 %) и 1 213 103 (1,0 %) голосов избирателей соответственно. Известна высказыванием: «Ромни - это волк в волчьей шкуре, а Обама – волк в овечьей шкуре».
17 августа 2024 года на предвыборном съезде Партии Зеленых выдвинута кандидатом на выборах президента США 2024 года. Ее кандидатуру поддержали 267 делегатов – абсолютное большинство.